# Општина Владимиреску (Арад)
Владимиреску (рум. Vladimirescu) општина је у Румунији у округу Арад.
Oпштина се налази на надморској висини од 110 m.